# 景泰站 (广州市)
景泰站是广州地铁12號線的在建车站，位于中华人民共和国广东省广州市白云区白云大道南金信路口、原白云机场油库旁，预计2026年启用。

## 车站结构

### 车站楼层
本站为地下二层岛式车站，全长302.1米。
| 地下一层 | 站厅                       | 售票機、客服中心、商店、警务室、安检设施 |  |  |
| 地下二层 | 2 站台                     | █12号线 潯峰崗方向（下站：广州体育馆）   |  |  |
|          | 岛式站台（卫生间、母婴室） |                                          |  |  |
|          | 1 站台                     | █12号线 大学城南方向（下站：柯子岭）     |  |  |

### 月台
本站将设有一个岛式月台，位于白云大道南地底。
另外，本站站台北端设有一条伸延至广州体育馆站的存车线。

## 历史
本站在规划和施工阶段以小金钟站作为车站名称，2025年5月定名为景泰站。
车站主体结构于2024年12月10日封顶。